# Theo Zwarthoed
Theodorus Antonius Marie ("Theo") Zwarthoed (Volendam, 19 november 1982) is een voormalig Nederlands voetballer die als doelman speelt.
Zwarthoed stond zeven seizoenen onder contract bij AZ, dat hem het laatste seizoen daarvan verhuurde aan RKC Waalwijk. Begin juni 2008 maakte Zwarthoed de definitieve overstap naar de Waalwijkse club. Hij tekende er een contract voor twee seizoenen. In zijn geboorteplaats kwam Zwarthoed eerder uit voor RKAV Volendam en FC Volendam, maar speelde daarvoor destijds geen competitiewedstrijden. De club nam hem per 2009/10 niettemin opnieuw onder contract, na het vertrek van Jeroen Verhoeven naar Ajax. In het seizoen 2012/13 begon Zwarthoed bij De Graafschap. Vanaf 11 september 2014 stond hij weer bij FC Volendam onder (amateur)contract.
Voorafgaand aan het seizoen 2015/2016 wees Zwarthoed een aanbieding van FC Volendam af en tekende hij een contract tot medio 2017 bij Go Ahead Eagles. Vervolgens sloot Zwarthoed in eerste instantie aan bij ASV De Dijk maar tekende op 31 augustus 2017 een contract voor het seizoen 2017/18 bij SBV Excelsior. Hier besloot hij in mei 2018 zijn aflopende contract niet te verlengen, omdat het kunstgras in Kralingen een te grote belasting vormde op zijn lichaam. Op 27 augustus 2018 sloot hij een contract voor het seizoen 2018/19 bij NAC Breda.
In de zomer van 2019 stopte hij met voetbal, hij was toen 36 jaar. Nadien was hij in het seizoen 2019/20 nog werkzaam als keeperstrainer bij AFC.

## Clubstatistieken
| Seizoen | Club            | Competitie     | Duels | Goals |
| ------- | --------------- | -------------- | ----- | ----- |
| 2000/01 | FC Volendam     | Eerste divisie | 0     | 0     |
| 2001/02 | AZ              | Eredivisie     | 1     | 0     |
| 2002/03 | AZ              | Eredivisie     | 16    | 0     |
| 2003/04 | AZ              | Eredivisie     | 0     | 0     |
| 2004/05 | AZ              | Eredivisie     | 1     | 0     |
| 2005/06 | AZ              | Eredivisie     | 2     | 0     |
| 2006/07 | Excelsior       | Eredivisie     | 26    | 0     |
| 2007/08 | RKC Waalwijk    | Eerste divisie | 38    | 0     |
| 2008/09 | RKC Waalwijk    | Eerste divisie | 24    | 0     |
| 2009/10 | FC Volendam     | Eerste divisie | 18    | 0     |
| 2010/11 | FC Volendam     | Eerste divisie | 10    | 0     |
| 2011/12 | FC Volendam     | Eerste divisie | 0     | 0     |
| 2012/13 | De Graafschap   | Eerste divisie | 0     | 0     |
| 2013/14 | De Graafschap   | Eerste divisie | 28    | 0     |
| 2014/15 | FC Volendam     | Eerste divisie | 33    | 0     |
| 2015/16 | Go Ahead Eagles | Eerste divisie | 30    | 0     |
| 2016/17 | Go Ahead Eagles | Eredivisie     | 34    | 0     |
| 2017/18 | Excelsior       | Eredivisie     | 16    | 0     |
| 2018/19 | NAC Breda       | Eredivisie     | 0     | 0     |